# Predné Jatky
Die Predné Jatky, auch Košiare genannt (deutsch Vordere Fleischbank, ungarisch Elülső-Mészárszék, polnisch Skrajne Jatki) ist ein Berg des Gebirges Belianske Tatry (deutsch Belaer Tatra) innerhalb der Tatra. Er ist 2012 m n.m. hoch und erhebt sich im mittleren Teil des Hauptkamms, zwischen den Bergen Prostredné Jatky nordwestlich und Bujačí vrch östlich. Im Süden fällt der Südhang Richtung Tal Predné Meďodoly ab, weiter nördlich befindet sich die Gemeinde Ždiar.
Der Berg ist wie der Großteil des Gebirges für Touristen gesperrt.